# Подновье
Подно́вье — слобода в составе городского округа г. Нижнего Новгорода. 
Административно относится к Нижегородскому району города Нижнего Новгорода.

## География
Стоит на Волге. Осевая магистраль — набережная Гребного Канала.
У слободы находятся Артёмовские луга, один из последних сохранившихся участков естественной Волжской поймы.

## Население
| 2002 | 2010  |
| ---- | ----- |
| 1222 | ↘1208 |

## Известные уроженцы, жители
В 1735 году в этом населённом пункте родился русский изобретатель Иван Петрович Кулибин.

## Транспорт
Слобода доступна автомобильным и водным транспортом. Пристань на Волге. Остановка общественного транспорта «Слобода Подновье».